# 重慶万州路線バス転落事故
重慶万州路線バス転落事故は、2018年10月28日に中華人民共和国重慶市万州区で発生した交通事故である。

## 事故の概要
10月28日、42歳の男性運転手を含む15人の乗った重慶市の22号路線バスが、長江にかかる万州長江二橋を時速51キロで走行中、突然対向車線に飛び出し小型車と正面衝突、鉄柵を突き破り約50メートル下の川に転落した。この事故で路線バスに乗った15人全員が死亡、小型車の運転手が負傷した。

## 事故の原因
31日に路線バスが川から引き揚げられ、地元警察がドライブレコーダーなどを確認し、事故の原因は48歳の乗客の女性との殴り合いと判明した。道路工事の影響で路線バスが経路を変更して運行したため、女性が降車する予定だったバス停留所に停まらなかったことで怒り出し、路上で運転手に自分を降ろすよう要求したが、運転手はバス停以外で停まることができないと返答。これにより口論から殴り合いに発展。
女性は携帯電話を持った右手で運転手の右頭部を殴ると、運転手も右手をハンドルから離して女性の首を殴り返した。すると女性はさらに運転手の右肩を殴り返し、運転手も右手で女性の右上腕を掴んで制止した。女性が動きを止めた直後、正面を向きハンドルを左に大きく切って数秒道路を斜めに直進しハンドルを一切戻すことなく対向車に接触、そのまま壁に衝突し転落した。
警察は「乗客に攻撃されたときは反撃せずに運転に集中すべきであった」として、運転手は重大な公共交通運転手職業規定違反に該当すると指摘。女性の行為も安全運転妨害に該当するとしているが、2人とも死亡しているため、罪は司法で問われない。

## その他
路線バスに搭載されていた運転手と乗客の口論・殴り合い・事故の瞬間を捉えたドライブレコーダーと、小型車の後続車に搭載されていた事故の瞬間を対向車線から捉えたドライブレコーダーがネットに流出した。